# Martina Valcepina
Martina Valcepina, née le 4 juin 1992 à Sondalo, est une patineuse de vitesse sur piste courte italienne.

## Biographie
Elle commence le patinage de vitesse en 1998, à l'âge de six ans, à Bormio. C'est sa grande sœur Alessia Valcepina qui l'initie à la discipline : à l'époque, elle pratique le short-track, la natation et l'athlétisme, avant de se spécialiser en sport-études. Sa petite sœur est la patineuse de vitesse sur piste courte Arianna Valcepina, qui représente plusieurs fois l'Italie en compétition, y compris avec une médaille d'argent du relais aux Jeux olympiques de 2022. 
Elle a deux filles jumelles en 2014, Camilla et Rebecca, avec Luigi Rocca. 

## Carrière

### Jeux olympiques de Vancouver
Martina Valcepina participe aux épreuves de patinage de vitesse sur piste courte aux Jeux olympiques de 2010 se tenant à Vancouver. Elle se classe 31e du 500 mètres et 6e du relais 3 000 mètres. Elle est la plus jeune participante italienne de ces Jeux tous sports confondus, à dix-sept ans et 258 jours. Cette année-là, elle fait partie de l'équipe italienne qui prend le bronze aux championnats du monde par équipe et remporte deux médailles d'or aux championnats du monde junior.
À Heerenveen pour les Championnats d'Europe 2011, elle est médaillée d'or du 500 mètres, médaillée d'argent du relais 3 000 mètres et médaillée de bronze toutes épreuves. Elle remporte la médaille d'argent sur 500 mètres et la médaille de bronze sur 1 500 mètres et au classement toutes épreuves, aux Championnats d'Europe 2012 se déroulant à Mlada Boleslav. La même année, aux Championnats du monde, elle est quatrième au 500 mètres.
En 2011-2012, elle remporte l'or en coupe du monde au relais féminin, et finit deuxième du classement général des coupes du monde au 500 mètres.

### Jeux olympiques de Sotchi
Elle remporte avec Lucia Peretti, Elena Viviani et Arianna Fontana une médaille de bronze lors de l'épreuve du relais aux Jeux olympiques d'hiver de 2014, à Sotchi. En individuel, elle est vingtième du 500 mètres et 23e au 1000 mètres et au 1500 mètres.
Pendant les Jeux olympiques, elle découvre qu'elle est enceinte et elle accouche en septembre 2014 de jumelles.
Pendant la saison 2015-2016, après la naissance de ses filles, elle n'obtient pas de très bons résultats et hésite à arrêter sa pratique sportive, préférant ne pas faire les choses à moitié. Elle fait deux ans de pause, estimant ne pas pouvoir être à la fois mère et sportive, avant de retourner à sa pratique sportive.

### Jeux olympiques de Pyeongchang
En janvier 2017, elle gagne la médaille d'argent du 500 mètres aux championnats d'Europe et remporte le relais.
En 2017, elle arrive neuvième au 500 mètres à la première manche de la coupe du monde à Budapest. À la deuxième manche de la saison, à Dordrecht, elle obtient la médaille de bronze du 500 mètres, derrière les Canadiennes Marianne St-Gelais et Kim Boutin et devant la néerlandaise Yara van Kerkhof victime d'une chute. Elle estime qu'il s'agit de la plus belle médaille de sa carrière, parce qu'elle ne pensait pas pouvoir revenir à aussi haut niveau après sa grossesse. À Shanghai pour la troisième et avant-dernière manche de la saison, elle reçoit une pénalité en quarts de finale du 1500 mètres et se classe donc vingt-troisième sur la distance. Au 500 mètres, elle chute en finale et termine donc quatrième, derrière Kim Boutin, Arianna Fontana et Sofia Prosvirnova, qu'elle accuse de l'avoir faite tomber,. Elle ne participe pas au 1000 mètres. Elle arrive troisième du relais avec son équipe constituée de Arianna Fontana, Cecilia Maffei et Lucia Peretti. Lors de la dernière manche de la Coupe du monde, mi-novembre 2017 à Séoul, elle remporte une médaille de bronze au 500 mètres,.
Aux championnats d'Europe un mois avant les Jeux olympiques, elle bat Arianna Fontana pour prendre la médaille d'or au 500 mètres et au 1500 mètres.
Aux Jeux olympiques, elle prend la neuvième place au 500 mètres, la douzième place du 1500 mètres, et l'argent au relais féminin avec Arianna Fontana, Cecilia Maffei et Lucia Peretti.

### Mondiaux de 2021
Aux Championnats du monde de patinage de vitesse sur piste courte 2021 à Dordrecht, elle est médaillée de bronze en relais.

### Jeux olympiques de 2022
Avec Arianna Fontana, Andrea Cassinelli et Pietro Sighel, elle remporte l'argent au relais mixte. Au relais féminin, l'équipe se place cinquième, et elle est vingtième en individuel au 500 mètres.